# Joan Ferrer Torres
Joan Ferrer Torres (Barcelona, 1935) és un empresari hoteler formenterer conegut popularment per Juanito Plater. El 2006 va rebre el Premi Ramon Llull.

## Biografia
Fill de Juan Ferrer Castelló, fundador de la Fonda Plater a Sant Francesc de Formentera i que havia treballat com a pastisser a l'Hotel Ritz. El 1938 s'establí a Formentera i començà a treballar ben aviat pel seu pare transportant menjar als turistes amb bicicleta.
L'estiu del 1954 va inaugurar l'Hotel Cala Saona, aleshores un hotel casolà de tres estrelles vora la platja del que n'ha estat director, propietari i administrador. La seva contribució al desenvolupament turístic de qualitat a l'illa de Formentera es fa realitat amb el projecte de reforma i modernització que el 1987 es va presentar al Govern. El 2006 va rebre el Premi Ramon Llull.